# Municipio (storia romana)
Con il termine municipio (in lingua latina mūnĭcĭpĭum) si designava, nell'antica Roma e in particolare nella Roma repubblicana, una comunità cittadina legata a Roma. Esse per lo più conservavano un certo grado di autonomia, mantenendo i magistrati e le proprie istituzioni, ma i loro abitanti erano privi dei diritti politici propri dei cittadini romani: si distinguevano perciò dai federati, che conservavano la propria sovranità, e dalle colonie romane.

## Storia
La parola municipium deriva dal latino munera (munia) capĕre: assumere i doveri, gli obblighi, gli impegni del cittadino romano. Nasce con la romanizzazione dei territori italici, in seguito all'assoggettamento delle comunità locali, realizzato attraverso l'espansione militare o attraverso forme di alleanza; è, quindi, dominato dalla civitas romana che fornisce un modello, uno schema, sul quale le singole organizzazioni municipali avrebbero dovuto modellare le proprie costituzioni.
Le condizioni di sottomissione o integrazione dei singoli municipi rispetto al centro erano tuttavia sancite, di volta in volta, da un foedus, da una legge, da un plebiscito o da un senatoconsulto romano. In ogni caso, ogni municipio conservava parte della propria autonomia e identità, anche nel caso di massima integrazione; infatti i munìcipes, cioè gli appartenenti a un municipio, avevano comunque un'organizzazione separata da quella del populus Romanus: «qui ea conditione cives fuissent, ut semper rem publicam separatim a populo Romano haberent».
Durante il principato, aumentando il potere centrale, il governo cercherà di ampliare il controllo dei territori a esso sottoposti; tuttavia, poiché era forte il senso di non domabilità del mondo intero, la risposta giuridica fu un'unificazione (non solo territoriale, ma anche e soprattutto amministrativa) del mondo attraverso il diritto, che si irradiò da Roma verso tutte le aree conquistate. Tale processo si concluse con la Constitutio antoniniana.
I municipi erano retti da due quattuorviri iure dicundo e due quattuorviri aedilicia potestate. I quattuorviri iure dicundo sono magistrati cittadini con eponimia come i consoli a Roma. Esercitano la giurisdizione civile e penale, convocano e presiedono le sedute del consiglio e le assemblee popolari, provvedono ad attribuire gli appalti di opere pubbliche, chiamano i cittadini alle armi. Magistrati inferiori sono i quattuorviri (o duoviri) aedilicia potestate che curano l'approvvigionamento della città (cura urbis); sorvegliano strade, edifici pubblici e templi (cura viarum et aedium); vigilano sulla politica annonaria (cura annonae). I magistrati sono eletti nei comitia e hanno come segni distintivi la toga praetexta e la sella curule. 
In tutti i municipi vi era un consiglio cittadino per l'amministrazione della città in tutti gli ambiti. Tale consiglio era chiamato ordo o, più raramente senatus, in genere composto da cento consiglieri (decuriones, senatores) scelti ogni cinque anni generalmente fra ex-magistrati. I decurioni dovevano essere cittadini nati liberi, avere diritti civili, essere di condotta morale irreprensibile, possedere un certo censo. Non potevano essere né deportati, né condannati ai lavori forzati, né torturati, e possedevano posti speciali in teatro.
Con l'estensione della cittadinanza romana a tutti i popoli della penisola (89 a.C.) e a tutti gli abitanti dell'impero (212 d.C.), i municipi persero la loro condizione particolare. In età medievale e moderna la storia del concetto e del termine si sovrappone a quella del comune.

## Organizzazione amministrativa
A differenza delle colonie, fondazioni di Roma e a immagine di Roma stessa, i municipi conservavano ordinamenti autonomi e propri magistrati. Fu in seguito alla guerra sociale, in un quadro di generale ristrutturazione amministrativa dell'Italia, che fu scelta la forma del municipio, quale struttura organizzativa generale, e il quattorvirato come magistratura comune. Le città che acquisivano lo statuto di municipio erano amministrate da quattorviri elettivi: due iure dicundo, che avevano funzione giurisdicente, e due aedilicia potestate, i quali sorvegliavano le strade, gli edifici pubblici e avevano la cura ludorum che sorvegliavano l’andamento dei giochi pubblici. L'organizzazione civica imponeva che vi fossero un senato, i cui membri si chiamavano decuriones, le magistrature e che gli individui che ricoprivano tali funzioni rispondessero a determinati criteri di ricchezza.
I decurioni dovevano fornire sufficienti garanzie per l'esercizio delle loro responsabilità, partecipare alla gestione del tesoro pubblico e contribuire alla prosperità della comunità. Infatti, quando esercitavano una magistratura, erano tenuti a versare al tesoro una somma di denaro (summa honoraria) o a spenderla in lavori o giochi pubblici. Inoltre si richiedeva che fossero reperibili, in modo da assicurare la loro permanenza tra i cittadini.

### Municipia optimo iure e Municipia sine suffragio
Esisteva una distinzione tra municipia optimo iure e municipia sine suffragio. I cittadini dei primi avevano la piena cittadinanza romana e il diritto di voto, al contrario i cittadini dei secondi erano esclusi dall'esercizio del voto. Questa seconda tipologia fu di breve durata.
La presenza di senati locali nelle realtà municipali è testimoniata sia nei municipia sine suffragio sia in quelli optimo iure. Nella fase antecedente alla guerra sociale, Roma lasciò invariate le costituzioni locali già esistenti, che in alcuni casi adottavano spontaneamente, gli ordinamenti basati sul modello romano grazie a un processo di assimilazione e integrazione. Fu proprio la scomparsa dei municipia optimo iure, tuttavia, ad accelerare i processi di rivendicazione della civitas romana da parte degli Italici, che condurranno alla guerra sociale (91-89 a.C.).
In molti casi anche i senati dei municipi mantenevano proprie caratteristiche; a Capua, ad esempio, pare che nel periodo precedente alla ribellione del 217 a.C. la nomina avvenisse, secondo l'uso greco o probabilmente secondo usanze osche, per elezione popolare.
La prima comunità a ricevere lo statuto di municipium optimo iure fu Tusculum nel 381 a.C. Il primo municipium sine suffragio fu Caere nel 353 a.C.

### Tabula di Heraclea
Sono due grandi tavole di bronzo con iscrizioni greche e latine scoperte nel 1732 presso Pisticci. Sulla facciata anteriore si trovano le iscrizioni greche, riguardanti le terre appartenenti ai templi di Atena Poliade e di Dioniso a Eraclea tra la fine del IV secolo e l'inizio del III a.C. La prima tavola contiene sulla facciata posteriore la fine di una serie di disposizioni latine molto probabilmente dell'età di Cesare riguardanti l'antica Heraclea, prima colonia magnogreca, poi municipio romano. Riguardano l'edilizia, le distribuzioni gratuite di frumento, la polizia stradale a Roma, l'eleggibilità alle curie e alle magistrature municipali.
Non è ancora chiaro come e perché norme così diverse siano trascritte sulla stessa tavola. Sembra poco probabile che la tabula sia una riproduzione di una precedente lex Iulia municipalis, voluta o da Cesare tra il 46 e il 45 a.C. o da Ottaviano nel 17 d.C. e concepita come “legge quadro” con lo scopo di uniformare l'ordinamento giuridico amministrativo per gli statuti dei nuovi municipi. I contenuti della tavola non sembrano rimandare a una specifica lex. La maggior parte degli studiosi pensa che sia un centone di norme legislative ricavate da testi precedenti aventi varia destinazione e datazione e rivolto a organizzare su base legislativa il municipio di Eraclea. Infatti Roma richiedeva obbligatoriamente alle comunità che volevano ottenere la cittadinanza romana l'applicazione dell'istituto del fundus fieri, cioè l'omologazione dello statuto municipale all'intero sistema giuridico-istituzionale romano.
Recenti analisi sul testo rafforzano l'idea che le specifiche norme amministrative possono trovare una collocazione adeguata solo all’interno di una lex municipalis  con intenti normativi globali, pensata all’indomani della guerra sociale con un duplice scopo: da un lato uniformare alcuni aspetti amministrativi per tutti i municipi, dall’altro offrire al singolo constitutor  gli strumenti giuridici per confezionare gli statuti locali di quei centri che in virtù della lex Iulia erano stati accolti nella cittadinanza romana; il periodo più indicato per la datazione della Tabula, secondo quest'ottica, appare essere il triennio tra l’86 e l’84 a.C..

### Lex municipalis tarentina
È un documento epigrafico del I secolo a.C. su lamina di bronzo scoperto a Taranto nel 1894 da Viola. Esso riporta lo statuto municipale di Taranto dopo che ottenne la cittadinanza romana. Ciò avvenne in seguito alla guerra sociale quando si riorganizzò il sistema amministrativo romano. Venne emanata una legge-quadro di Roma che veniva di volta in volta data alle singole comunità. La tavola ritrovata è la nona e il testo è diviso in capitoli.
Il totale dei capitoli dello statuto doveva essere intorno alla novantina, ma ci sono pervenuti quasi del tutto integri solo quattro capitoli. Il primo capitolo tratta del peculato, cioè dell'utilizzo indebito del patrimonio pubblico, sacro e religioso del municipio; il secondo delle garanzie da prestarsi ai magistrati per la loro amministrazione; il terzo delle proprietà immobiliari che i decurioni erano tenuti a possedere; il quarto proibiva la demolizione di edifici; il quinto regolava la costruzione e il rifacimento di vie e fognature; il sesto, non pervenutoci integro, sembra che disciplinasse il cambiamento di domicilio da parte dei municipes.
La lex presenta difficoltà interpretative, in quanto menziona sia i quattorviri sia i duoviri. Si è pensato che ci sia stato un passaggio da un ordinamento quattorvirale a uno duovirale. Il quattorviro era un magistrato presente a Taranto prima della concessione dello statuto, come allo stesso modo erano già presenti i decurioni. Lo statuto prevedeva l'elezione di duoviri ed edili, quindi probabilmente era previsto che il duovirato diventasse la magistratura giurisdizionale. Per l'applicazione dello statuto nuovi magistrati sarebbero giunti a Taranto da Roma come magistrati designati. Le magistrature già in carica sul posto sarebbero state mantenute fino al completamento del mandato e i magistrati designati sarebbero entrati in carica con il nuovo anno magistratuale. A essi sarebbero seguiti poi duoviri ed edili regolarmente eletti nei comizi locali.
Un altro problema è quello della datazione. Lo statuto è datato tra il 90/89 e il 62 a.C. Il terminus post quem è fissato dalla concessione della cittadinanza alla città in seguito alla guerra sociale. Il terminus ante quem si ricava dall'orazione pro Archia di Cicerone, che afferma che Taranto era già un municipio nel 62 a.C. Questa orazione non ci parla però della concessione dello statuto. Infatti esso poteva essere concesso anche molto tempo dopo la creazione del municipio. Gli elementi paleografici e linguistici farebbero protendere per una datazione alta. Tuttavia il passaggio da un ordinamento quattorvirale a uno duovirale farebbe propendere per una datazione più vicina al terminus ante quem.

### Lex Flavia municipalis Malacae data
Nota più comunemente come Lex Malacitana, è composta da due tavole di bronzo ritrovate in Spagna vicino a Malaga. Esse contengono una parte degli statuti municipali di Salpensa e Malaca, città di diritto latino, dati da Domiziano. La datazione si colloca tra l'elezione di Domiziano, avvenuta l'11 settembre 81, e l'inizio dell'84, anno in cui Domiziano assunse il titolo di Germanicus, che non è presente sulle tavole. Questi statuti sono particolarmente importanti perché sono gli unici esempi di statuti municipali latini. I capitoli principali riguardano l'acquisto, l'affrancazione e la tutela della cittadinanza. 
La lex Malacitana e le leggi di altri due municipi iberici, la lex Irnitana e la lex Salpensana, hanno contenuti molto simili tra loro. Questo ha fatto pensare all'utilizzo di un modello-tipo comune, a cui si sarebbe rifatta la legge madre, una lex data, chiamata comunemente lex Flavia municipalis. Gli statuti dei municipi iberici farebbero perciò riferimento a una legge generale destinata principalmente ai municipi della Hispania ulterior, ai quali Vespasiano aveva concesso lo ius Latii nel 73-74 d.C.